# Difludiazepam
Il difludiazepam è uno psicofarmaco appartenente alla categoria delle benzodiazepine, derivato del 2',6'-difluoro del fludiazepam.
È stato inventato negli anni '70 ma non è mai stato commercializzato ed è sempre stato utilizzato come strumento di ricerca per aiutare a determinare la forma e la funzione dei recettori GABA A.
Il difludiazepam è stato successivamente venduto come farmaco di sintesi ed è stato notificato per la prima volta all'OEDT dalle autorità svedesi nel 2017.